# 크리스마스 대소동
《크리스마스 대소동》(영어: National Lampoon's Christmas Vacation)은 미국에서 제작된 제러마이아 S. 체칙 감독의 1989년 크리스마스 슬랩스틱 코미디 영화이다. 존 휴스가 내셔널 램푼에 발표했던 단편 소설 〈Christmas'59〉에 기초했으며, 휴스가 각본을 맡고 제작에도 참여하였다. 체비 체이스, 베벌리 디앤절로 등이 출연하였다. 휴가 대소동 시리즈 세 번째 작품이며, 《휴가 대소동 - 유럽》(1985)의 속편이다.
속편 《휴가 대소동 - 라스베가스》(1997)로 이어진다.

## 줄거리
시카고에 사는 클라크 그리즈월드는 온 가족과 성대한 크리스마스를 보내고 싶어한다. 이를 위해 클라크는 트리, 집 외벽 등불부터 시작하여 만전을 기한다. 하지만 일은 생각대로 굴러가지 않고, 그리즈월드 가족은 또 다시 대혼란의 소용돌이에 휩쓸려 간다.
파산하여 RV에서 사는 엘런의 사촌 캐서린과 꼴통 남편 에디는 예고도 없이 나타나 앞마당에 RV를 주차하고, 클라크쪽 친척인 무신경한 루이스와 노망이 난 배서니가 번갈아 사고를 친다. 이후 연말 상여금을 주지 않는 상사 프랭크에게 분노한 클라크가 프랭크 면전에 대고 욕을 하고 싶다고 말하자 이를 문자 그대로 해석한 에디는 프랭크를 납치해 데려오고, 신고를 받고 출동한 SWAT팀이 집에 들이닥친다.

## 출연진
- 체비 체이스 - 클라크 W. “스파키” 그리즈월드 주니어 역
- 베벌리 디앤절로 - 엘런 그리즈월드 역
- 줄리엣 루이스 - 오드리 그리즈월드 역
- 조니 갈레키 - 러셀 “러스티” 그리즈월드 역
- 존 랜돌프 - 클라크 그리즈월드 시니어 역
- 다이앤 래드 - 노라 그리즈월드 역
- E. G. 마셜 - 아서 “아트” 스미스 역
- 도리스 로버츠 - 프랜시스 스미스 역
- 미리엄 플린 - 캐서린 존슨 역
- 랜디 퀘이드 - 에디 존슨 역
- 윌리엄 히키 - 루이스 역
- 메이 퀘스텔 - 베서니 역
- 샘 맥머리 - 빌 역
- 줄리아 루이드라이퍼스 - 마고 체스터 역
- 니컬러스 게스트 - 토드 체스터 역
- 브라이언 도일머리 - 프랭크 셜리 역
- 너탈리아 노굴리치 - 헬렌 셜리 역

## 기타 제작진
- 배역: 리사 브라몽 가르시아, 빌리 홉킨스, 하이디 레빗
- 미술: 스티븐 마시
- 의상: 마이클 캐플런

## 같이 보기
- 크리스마스 영화 목록